# Piratjolle
En piratjolle er en tomandsjolle med et storsejl, en fok og en spiler. Den er 5 meter lang og 1 meter og 61 centimeter bred med et sejlareal på 10 kvadratmeter. Den er opfundet af tyskeren Carl Martens i 1938. Den bliver lavet af enten træ, glasfiber, knækspant eller en kombination. Den vejer 218 kg.